# قضالی (شهر)

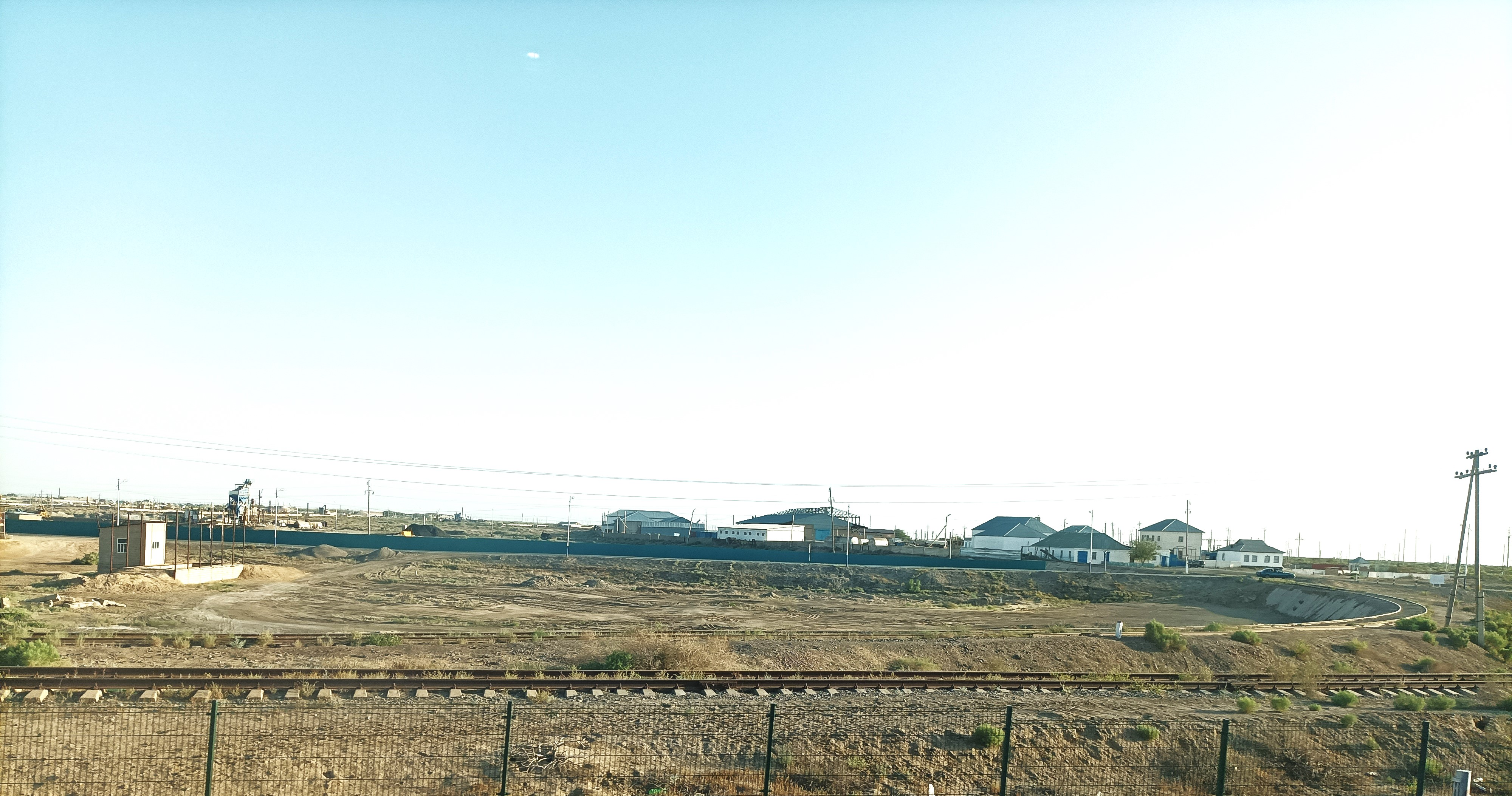
نمایی از خط راه‌آهن شهر قضالی در استان قزل‌اوردا، قزاقستان - ۲۰۲۲

قضالی  (قزاقی: Қазалы، قازالى، روسی: Казалинск، کازالینسک) شهری است در استان قزل‌اوردا در قزاقستان. این شهر در کرانهٔ راست رودخانهٔ سیردریا واقع شده و ۹٬۰۰۰ نفر جمعیت دارد. (۱۹۷۰م).
قضالی در سال ۱۸۵۳ به عنوان یک دژ روسی بنیاد شد و در سال ۱۸۶۷ به سطح شهر ارتقاء یافت.
در مسیر راه‌آهن قضالی به قزل‌اوردا گوری وجود دارد که به دده‌قورقود، از روحانیان مهم تاریخی-افسانه‌ای اوغوز نسبت داده می‌شود.∗